# گکوی دم‌کلفت مرزی
گکوی دم‌کلفت مرزی (نام علمی: Uvidicolus sphyrurus) نام یک گونه از تیره انگشت‌شاخگان است.